# Reiswunderwerk Wernigerode
Das Reiswunderwerk Wernigerode war ein Betrieb, der sich mit der Herstellung von Puffreis und Puffmais sowie deren Weiterverarbeitung als Puffreisschokolade beschäftigte. Er wurde in den 1930er Jahren gegründet und war in der Frankenfeldstraße 6 im Ortsteil Hasserode der Stadt Wernigerode angesiedelt. Sein Logo war ein Reiskorn, auf dem die Buchstaben RWWW untereinander angeordnet waren.
1970 wurde dieser Betrieb dem VEB Argenta Wernigerode als Betriebsteil Werk II eingegliedert.
Die bei der Produktion eingesetzte Puffreiskanone erreichte gemessene 120 dB im Produktionsprozess und führte zu einer erheblichen Lärmbelästigung der Anwohner.
1981 wurde das als Werk II firmierende Reiswunderwerk endgültig geschlossen. Die Werksgebäude wurden abgerissen und das Gelände wurde im ausgehenden 20. Jahrhundert mit Wohnhäusern bebaut.
Vorgänger des Reiswunderwerkes war eine königliche Papiermühle, Obermühle genannt. Ihr Ursprung wird Anfang des 17. Jahrhunderts vermutet. Die Folge der Pächter und Eigentümer ist lang. Die letzten Papiermüller, die an diesem Ort handgeschöpftes Papier fertigten, waren Johann Heinrich Leunig und sein Schwiegersohn Theodor Schneider. Nach Leunigs Tod verkauften dessen Erben die Papiermühle an den Filztuchfabrikanten Ferdinand Waldheim aus Quedlinburg, der 1853 seinen Betrieb nach Hasserode verlegte. Unter Benutzung des alten Gebäudes ließ er eine neue Fabrik errichten, die er bis zu seinem Tod 1869 betrieb. Die Erben führten zunächst die Produktion weiter, verkauften das Werk jedoch 1885 an die mit ihnen verwandten Brüder Gustav und Wilhelm Marschhausen.